# Chordifex
Chordifex là một chi thực vật có hoa trong họ Restionaceae.